# Бергамские анналы
Бергамские анналы (лат. Annales Bergomates) — исторические заметки города Бергамо, записанные на латинском языке. В настоящее время оригинал этих записей утерян и они реконструируются по изданию Йозефа Роншетти в 3 и 4 тт. Memorie istoriche della citta e chiesa di Bergamo. Охватывают период с 1167 по 1241 гг. Содержат сведения главным образом по истории Италии и Священной Римской империи в XII-XIII вв.

## Издания
- Annales Bergomates / ed. Ph. Jaffe // MGH, SS. Bd. XVIII. Hannover. 1863, p. 809-810[2].

## Переводы на русский язык
- Бергамские анналы в переводе И. М. Дьяконова на сайте Восточная литература